# ریلسک
شهر ریلسک (به روسی: Рыльск) در کشور روسیه و در اوبلاست کورسک واقع شده‌است.